# Registrske tablice Hrvaške
Registrske tablice na Hrvaškem so sestavljene iz dvočrkovne oznake mesta, ki ji sledi hrvaški grb ter tri ali štiri številke in ena ali dve črki.

## Običajne tablice
Standardna registrska tablica sestoji iz treh ali štirih naključno dodeljenih številk ter ene ali dveh naključno dodeljenih črk, prvi dve črki pa označujeta mesto, iz katerega izhaja vozilo. Oznaka mesta je od številk in črk ločena s hrvaškim grbom, medtem ko številke in črke ločuje vezaj (primeri: ZG 123-A, ZG 123-AB, ZG 1234-A ali ZG 1234-AB). Odkar je Hrvaška leta 2013 vstopila v Evropsko unijo, je bilo podanih več zamisli za spremembo zasnove tablic (predlagana je bila nova pisava in zamenjava grba z rdečimi kvadratki), vendar je bilo julija 2016 odločeno, da se videz ohrani in le doda modra nalepka s simbolom EU (kot je standard za članice EU).

## Oznake območij
| Oznaka | Mesto          | Ostala mesta in občine |
| ------ | -------------- | --- |
| BJ     | Bjelovar       | - Mesta: Bjelovar, Čazma, Garešnica - Občine: Berek, Hercegovac, Ivanska, Kapela, Nova Rača, Rovišće, Severin, Šandrovac, Štefanje, Velika Pisanica, Veliko Trojstvo, Velika Trnovitica, Zrinski Topolovac |
| BM     | Beli Manastir  | - Mesta: Beli Manastir - Občine: Bilje, Čeminac, Darda, Draž, Jagodnjak, Kneževi Vinogradi, Petlovac, Popovac |
| ČK     | Čakovec        | - Mesta: Čakovec, Mursko Središče, Prelog - Občine: Belica, Dekanovec, Domašinec, Donja Dubrava, Donji Kraljevec, Donji Vidovec, Goričan, Gornji Mihaljevec, Kotoriba, Mala Subotica, Nedelišče, Orehovica, Podturen, Pribislavec, Selnica, Strahoninec, Sveta Marija, Sveti Juraj na Bregu, Sveti Martin na Muri, Šenkovec, Štrigova, Vratišinec |
| DA     | Daruvar        | - Mesta: Grubišno Polje, Lipik, Pakrac - Občine: Dežanovac, Đulovac, Končanica, Sirač, Veliki Grđevac |
| DE     | Delnice        | - Mesta: Čabar, Delnice - Občine: Brod Moravice, Fužine, Lokve, Mrkopalj, Ravna Gora, Skrad |
| DJ     | Đakovo         | - Mesta: Đakovo - Občine: Drenje, Gorjani, Levanjska Varoš, Punitovci, Satnica Đakovačka, Semeljci, Strizivojna, Trnava, Viškovci |
| DU     | Dubrovnik      | - Mesta: Korčula, Metković, Opuzen, Ploče - Občine: Blato, Dubrovačko Primorje, Janjina, Konavle, Kula Norinska, Lastovo, Lumbarda, Mljet, Orebić, Pojezerje, Slivno, Smokvica, Ston, Trpanj, Vela Luka, Zažablje, Župa Dubrovačka |
| GS     | Gospić         | - Mesta: Novalja, Otočac, Senj - Občine: Brinje, Donji Lapac, Karlobag, Lovinac, Perušić, Plitvička Jezera, Udbina, Vrhovine |
| IM     | Imotski        | - Mesta: Imotski - Občine: Cista Provo, Lokvičići, Lovreć, Podbablje, Proložac, Runovići, Zagvozd, Zmijavci |
| KA     | Karlovec       | - Mesta: Duga Resa, Karlovec, Slunj, Ozalj - Občine: Barilović, Bosiljevo, Cetingrad, Draganić, Generalski Stol, Krnjak, Lasinja, Netretić, Rakovica, Ribnik, Vojnić, Žakanje |
| KC     | Koprivnica     | - Mesta: Đurđevac, Koprivnica - Občine: Drnje, Đelekovec, Ferdinandovac, Gola, Hlebine, Kalinovac, Kloštar Podravski, Koprivnički Bregi, Koprivnički Ivanec, Legrad, Molve, Novigrad Podravski, Novo Virje, Peteranec, Podravske Sesvete, Rasinja, Sokolovac, Virje |
| KR     | Krapina        | Mesta: Donja Stubica , Klanjec , Krapina, Oroslavje , Pregrada , Zabok , Zlatar Občine: Bedekovščina , Budinščina , Desinić , Đurmanec , Gornja Stubica , Hrašćina , Hum na Sutli , Jesenje , Konjščina , Kraljevec na Sutli , Krapinske Toplice , Kumrovec , Lobor , Mače , Marija Bistrica , Mihovljan , Novi Golubovec , Petrovsko , Radoboj , Stubičke Toplice , Sveti Križ Začretje , Tuhelj , Veliko Trgovišće , Zagorska Sela , Zlatar-Bistrica |
| KT     | Kutina         | - Mesta: Kutina, Novska - Občine: Jasenovac, Lipovljani, Popovača, Velika Ludina |
| KŽ     | Križevci       | - Mesta: Križevci - Občine: Gornja Rijeka, Kalnik, Sveti Ivan Žabno, Sveti Petar Orehovec |
| MA     | Makarska       | - Mesta: Makarska, Vrgorac - Občine: Baška Voda, Brela, Gradac, Podgora, Tučepi |
| NA     | Našice         | - Mesta: Donji Miholjac, Našice - Občine: Donja Motičina, Đurđenovac, Feričanci, Koška, Magadenovac, Marijanci, Podravska Moslavina, Podgorač, Viljevo |
| NG     | Nova Gradiška  | - Mesta: Nova Gradiška - Občine: Cernik, Davor, Dragalić, Gornji Bogićevci, Nova Kapela, Okučani, Rešetari, Stara Gradiška, Staro Petrovo Selo, Vrbje |
| OG     | Ogulin         | - Mesta: Ogulin - Občine: Josipdol, Plaški, Saborsko, Tounj |
| OS     | Osijek         | - Mesta: Belišće, Osijek, Valpovo - Občine: Antunovac, Bizovac, Čepin, Erdut, Ernestinovo, Petrijevci, Šodolovci, Vladislavci, Vuka |
| PU     | Pulj           | - Mesta: Buje, Buzet, Labin, Novigrad, Pazin, Poreč, Pulj, Rovinj, Umag - Občine: Bale, Barban, Brtonigla, Cerovlje, Fažana, Gračišće, Grožnjan, Kanfanar, Karojba, Kaštelir-Labinci, Kršan, Lanišće, Ližnjan, Lupoglav, Marčana, Medulin, Motovun, Oprtalj, Pićan, Raša, Sveta Nedelja, Sveti Lovreč, Sveti Petar u Šumi, Svetvinčenat, Tinjan, Višnjan, Vižinada, Vodnjan, Vrsar, Žminj                                                              |
| PŽ     | Požega         | - Mesta: Pleternica, Požega - Občine: Brestovac, Čaglin, Jakšić, Kaptol, Kutjevo, Velika |
| RI     | Reka           | - Mesta: Bakar, Cres, Crikvenica, Kastav, Kraljevica, Krk, Mali Lošinj, Novi Vinodolski, Opatija, Rab, Reka, Vrbovsko - Občine: Baška, Čavle, Dobrinj, Jelenje, Klana, Kostrena, Lovran, Malinska-Dubašnica, Matulji, Mošćenička Draga, Omišalj, Punat, Vinodolska Općina, Viškovo, Vrbnik |
| SB     | Slavonski Brod | - Mesta: Slavonski Brod - Občine: Bebrina, Brodski Stupnik, Bukovlje, Donji Andrijevci, Garčin, Gornja Vrba, Gundinci, Klakar, Oprisavci, Oriovac, Podcrkavlje, Sibinj, Sikirevci, Slavonski Šamac, Velika Kopanica, Vrpolje |
| SK     | Sisek          | - Mesta: Glina, Hrvatska Kostajnica, Petrinja, Sisek - Občine: Donji Kukuruzari, Dvor, Gvozd, Hrvatska Dubica, Lekenik, Majur, Martinska Ves, Sunja, Topusko |
| SL     | Slatina        | - Mesta: Orahovica, Slatina - Občine: Crnac, Čačinci, Čađavica, Mikleuš, Nova Bukovica, Sopje, Voćin, Zdenci |
| ST     | Split          | - Mesta: Hvar, Kaštela, Komiža, Omiš, Sinj, Solin, Split, Stari Grad, Supetar, Trilj, Trogir, Vis, Vrlika - Občine: Bol, Dicmo, Dugi Rat, Dugopolje, Hrvace, Jelsa, Klis, Lećevica, Marina, Milna, Muć, Nerežišća, Okrug, Otok, Podstrana, Postira, Prgomet, Primorski Dolac, Pučišća, Seget, Selca, Sućuraj, Sutivan, Šestanovac, Šolta, Zadvarje |
| ŠI     | Šibenik        | - Mesta: Drniš, Knin, Skradin, Šibenik, Vodice - Občine: Bilice, Biskupija, Civljane, Ervenik, Kijevo, Kistanje, Murter, Promina, Pirovac, Primošten, Rogoznica, Ružić, Tisno, Unešić |
| VK     | Vinkovci       | - Mesta: Vinkovci - Občine: Andrijaševci, Ivankovo, Jarmina, Markušica, Nijemci, Nuštar, Otok, Privlaka, Stari Jankovci, Stari Mikanovci, Tordinci, Vođinci |
| VT     | Virovitica     | - Mesta: Virovitica - Občine: Gradina, Lukač, Pitomača, Suhopolje, Špišić Bukovica |
| VU     | Vukovar        | - Mesta: Ilok, Vukovar - Občine: Bogdanovci, Borovo, Lovas, Negoslavci, Tompojevci, Tovarnik, Trpinja |
| VŽ     | Varaždin       | - Mesta: Ivanec, Lepoglava, Ludbreg, Novi Marof, Varaždin, Varaždinske Toplice - Občine: Bednja, Breznica, Breznički Hum, Beretinec, Cestica, Donja Voća, Donji Martijanec, Gornji Kneginec, Jalžabet, Klenovnik, Ljubešćica, Mali Bukovec, Maruševec, Petrijanec, Sračinec, Sveti Đurđ, Sveti Ilija, Trnovec Bartolovečki, Veliki Bukovec, Vidovec, Vinica, Visoko                                                                                    |
| ZD     | Zadar          | - Mesta: Benkovac, Biograd na Moru, Nin, Obrovac, Pag, Zadar - Občine: Bibinje, Galovac, Gračac, Jasenice, Kali, Kukljica, Lišane Ostrovičke, Novigrad, Pakoštane, Pašman, Polača, Poličnik, Posedarje, Povljana, Preko, Privlaka, Ražanac, Sali, Stankovci, Starigrad, Sukošan, Sveti Filip i Jakov, Škabrnja, Tkon, Vir, Zemunik Donji |
| ZG     | Zagreb         | - Mesta: Dugo Selo, Ivanić-Grad, Jastrebarsko, Samobor, Sveti Ivan Zelina, Velika Gorica, Vrbovec, Zagreb, Zaprešić - Občine: Bedenica, Bistra, Brckovljani, Brdovec, Dubrava, Dubravica, Farkaševac, Gradec, Jakovlje, Klinča Sela, Krašić, Kloštar Ivanić, Kravarsko, Križ, Luka, Marija Gorica, Orle, Pisarovina, Pokupsko, Preseka, Pušća, Rakovec, Rugvica, Stupnik, Sveta Nedelja, Žumberak                                                      |
| ŽU     | Županja        | - Mesta: Županja - Občine: Babina Greda, Bošnjaci, Cerna, Drenovci, Gradište, Gunja, Vrbanja |

### Zastarele oznake
| Oznaka | Območje         | Razlog |
| ------ | --------------- | --- |
| KN     | Krapina         | Oznaka se je uporabljala na jugoslovanskih registrskih tablicah, toda nikoli na tablicah v neodvisni Hrvaški, saj je preveč spominjala na Knin, prestolnico tedanje separatistične Srbske republike Krajine. Krapini je bila dodeljena nova koda KR, ki se je v Jugoslaviji uporabljala za Kranj. |
| PS     | Slatina         | Podravska Slatina je leta 1992 spremenila ime v Slatina. Tablice s to oznako se ne izdajajo več, a so še v uporabi. Slatina ima od leta 2005 dalje novo oznako SL. |
| SI     | Sisak           | Oznaka se je uporabljala na jugoslovanskih tablicah, toda nikoli na tablicah neodvisne Hrvaške, saj je bila preveč podobna novo uvedeni oznaki Šibenika, ŠI. Sisek sedaj uporablja oznako SK, ki je enaka oznaki makedonskega Skopja.                                                             |
| SP     | Požega          | Oznaka se je uporabljala na jugoslovanskih tablicah, toda nikoli na tablicah neodvisne Hrvaške, saj je mesto leta 1991 spremenilo ime iz Slavonska Požega v Požega. Območje tako uporablja novo oznako PŽ.                                                                                        |
| TK     | Titova Korenica | Oznaka se je uporabljala na jugoslovanskih tablicah, a nikoli na tablicah neodvisne Hrvaške (Korenica zdaj spada pod kodo GS). |

## Tablice po meri
Obstaja možnost izbire tablice po meri proti plačilu. En tip tablice po meri je videti enako kot standardne tablice, le da kombinacijo številk in črk izbere lastnik vozila. Drugi tip tablice po meri lahko vsebuje besedo s štirimi do sedmimi črkami ali kombinacijo besede s štirimi do petimi črkami in ene ali dveh številk. Slednji tip je na Hrvaškem precej redek, predvsem ker se lahko uporabljajo le pet let po prvi registraciji in ker naročilo takšne tablice stane 2000 kun (okoli 270 evrov).

## Posebne tablice
Medtem ko so številke in črke na standardnih registrskih tablicah črne, imajo tablice tujih državljanov z začasnim ali stalnim prebivališčem na Hrvaškem, mednarodnih organizacij in začasno registriranih vozil zelene številke in črke.
Na tablicah, ki jih uporabljajo vozila, katerih dimenzije, največja dovoljena masa ali osna obremenitev presegajo predpisane, so številke in črke rdeče.
Policijska vozila so opremljena s tablicami iz šestih številk modre barve, razdeljenih v dve skupini in ločenih s hrvaškim grbom. Prve tri številke označujejo policijsko upravo, ki ji vozilo pripada.
Tablice vojaških vozil imajo rumeno ozadje, shema številk in črk pa je enaka kot na standardnih tablicah, le da namesto oznake mesta nosijo oznako HV za Hrvatska vojska. Specializirana vozila vojaške policije imajo kot zadnji dve črki oznako VP za vojna policija ali MP za military police.
Tablice diplomatskih predstavništev (veleposlaništev, konzulatov) so modre z rumenimi številkami in črkami. Prve tri številke označujejo državo, sledi črka, ki označuje vrsto predstavništva oziroma status lastnika vozila:
- A pomeni vozilo v lasti diplomatskega predstavništva ali predstavništva mednarodne organizacije, katerega lastnik ima diplomatski status,
- C pomeni vozilo v lasti konzularnega predstavništva, katerega lastnik ima konzularni status,
- M pomeni vozilo tujca, ki je zaposlen v predstavništvu, nima pa diplomatskega statusa.

Za razliko od vseh zgoraj opisanih tablic, ki so narejene iz kovine, so preizkusne tablice nalepke, pritrjene na nosilec tablice. Te tablice so sestavljene iz oznake mesta, grba in petih številk v dveh skupinah, uporabljajo pa se lahko za omejeno število dni.
Od leta 2008 dalje obstajajo posebne tablice z novima črkovnima kodama, PP in PV. PP pomeni prijenosne pločice (prenosne tablice) in PV pomeni povijesno vozilo (starodobnik). Oblika tablic je ZG-PV-123(4).
Prav tako so bile leta 2008 uvedene izvozne registrske tablice s kodo RH, ki pomeni Republika Hrvatska, in zelenim ozadjem z rumenimi številkami in črkami.